# Wolgodonsk
Wolgodonsk (russisch Волгодо́нск) ist eine Großstadt mit 170.841 Einwohnern (Stand 14. Oktober 2010) in Russland in der Oblast Rostow.

## Geografie
Die Stadt befindet sich in der Don-Region, im Gebiet Rostow, etwa 1000 km südlich von Moskau und etwa 190 km östlich der Gebietshauptstadt Rostow am Don. Dort liegt sie am Don, am Wolga-Don-Kanal und damit am Staudamm des Zimljansker Stausees.
Die nächstgelegene Stadt ist Zimljansk, knapp 20 km nördlich von Wolgodonsk entfernt.

## Geschichte
Wolgodonsk (wörtlich: „Wolga-Don-Stadt“) wurde 1950 als Arbeitersiedlung beim Bau des Wolga-Don-Kanals angelegt und erhielt 1956 Stadtrechte.
In den Jahren 1999 und 2000 war Wolgodonsk zusammen mit Buinaksk und Moskau das Ziel mehrerer Terroranschläge auf Wohnhäuser.
2004 wurden die Stanizen Krasnojarskaja (2002: 3895 Einwohner) und Solenowskaja eingemeindet.

### Bevölkerungsentwicklung
| Jahr | Einwohner |
| ---- | --------- |
| 1959 | 15.710    |
| 1970 | 28.100    |
| 1979 | 91.313    |
| 1989 | 175.593   |
| 2002 | 165.994   |
| 2010 | 170.841   |

Anmerkung: Volkszählungsdaten

## Verkehr
Die Stadt ist über Fernstraßen und Schiff (im Sommer) gut zu erreichen, was auch dem Transport der produzierten Industriegüter zugutekommt (jedoch mit Flugzeug, Bus und Eisenbahn schlecht). Durch die Lage am Fluss Don und am Wolga-Don-Kanal bestehen Schiffsverbindungen zu vielen Städten Russlands, in Richtung Westen über das Schwarze Meer zum Mittelmeer sowie nach Osten zum Kaspischen Meer.

## Wirtschaft

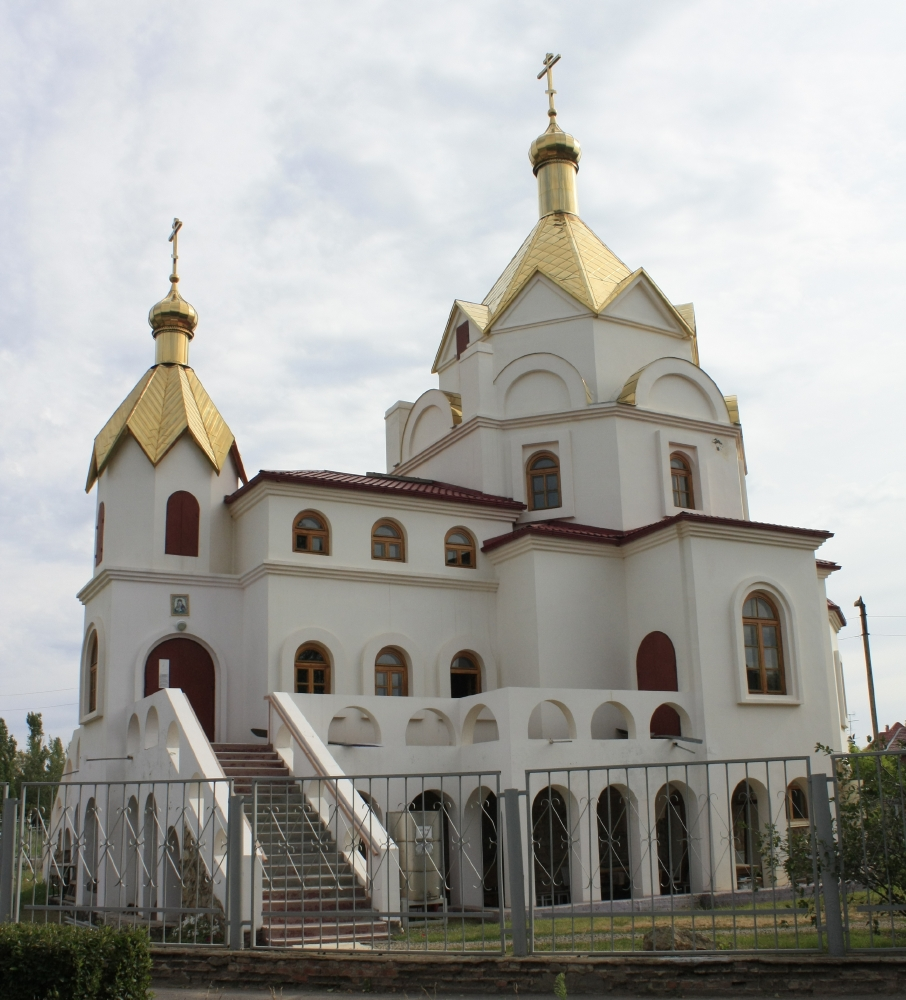
Kirche der Gottesmutter-Ikone vom Don in Wolgodonsk

Am 30. März 2001 ging etwa 12 Kilometer nordöstlich am Ufer des Stausees das derzeit jüngste russische Kernkraftwerk Rostow ans Netz, mit dessen Bau bereits 1981 begonnen worden war.
Das russisch-österreichische Unternehmen FAM wurde 1994 erbaut und stellt Stahlbaukonstruktionen her. Es ist das erste Unternehmen der Region, das nach der europäischen ISO-9000-Norm produziert. Weiterhin unterhält die Stadt gute Beziehungen zum Land Nordrhein-Westfalen in Deutschland.
Rund um Wolgodonsk gibt es etwa 1500 weitere Unternehmen, die in der Energie-, Maschinenbau- und Lebensmittelindustrie sowie der Holzverarbeitung tätig sind. Handwerkliche Produktion scheint dagegen weniger ins Gewicht zu fallen.
Anfang der 1980er wurde das Werk Atommasch (kurz für Atommaschinen) in Betrieb genommen, das als erste industrielle Anlage innerhalb der Sowjetunion die Fertigung von großen Reaktordruckbehältern für Druckwasserreaktoren der Baulinie WWER möglich machte. Heute ist das betreibende Unternehmen Atomenergomasch neben den Ischora-Werken in Sankt Petersburg der größte Produzent von russischen Druckwasserreaktoren und petrochemischen Anlagen.

## Bildung
Es gibt ausreichend Haupt- und Mittelschulen in Wolgodonsk, ebenso drei Einrichtungen der mittleren Spezialbildung und sechs Berufsschulen. Ein Deutsch-Russisches Haus der Freundschaft ist derzeit mit dem Ziel im Aufbau, dort die deutsche Kultur und Sprache erlernen zu können.

### Weiterführende Bildungseinrichtungen
- Filiale der Öffentlichen Sozialuniversität Moskau
- Filiale der Staatlichen Akademie für Konsum- und Dienstleistungen des Dongebiets
- Filiale der Staatlichen Radiotechnischen Universität Taganrog
- Filiale der Staatlichen Universität Rostow
- Filiale des Hauptstädtischen Geisteswissenschaftlichen Instituts
- Abteilung Wolgodonsk der Staatlichen Agraruniversität des Dongebiets
- Hochschulinstitut Wolgodonsk der Südrussischen Staatlichen Technischen Universität

## Städtepartnerschaften
- Dolni Dabnik, Bulgarien
- Tamási, Ungarn, seit 2018[2]

## Söhne und Töchter der Stadt
- Olga Beljajewa (* 1985), russische Wasserballspielerin[3]
- Dmitri Kudrjaschow (* 1985), russischer Boxer und Ehrenbürger von Wolgodonsk[4]
- Anna Ustjuchina (* 1989), russische Wasserballspielerin[5]
- Jekaterina Prokofjewa (* 1991), russische Wasserballspielerin[6]